# معركة غزة الثالثة
دارت  معركة غزة الثالثة في ليلة 1-2 نوفمبر 1917 جنوب فلسطين خلال الحرب العالمية الأولى، بين القوات البريطانية والعثمانية خلال حملة سيناء وفلسطين في الحرب العالمية الأولى، وجاءت بعد انتهاء انتصار قوات المشاة البريطانية المصرية في معركة بئر السبع. المأزق في جنوب فلسطين، وقد وقعت المعركة في بداية الهجوم على جنوب فلسطين، وبالتزامن مع معركة هريرة والشريعة في 6-7 نوفمبر ومعركة تل الخويلف المستمرة، التي أطلقها الجنرال إدموند ألنبي في 1 نوفمبر، في النهاية نجحت القوات البريطانية بقيادة الجنرال إدموند ألنبي في اختراق خط بئر السبع - غزة الدفاعي العثماني،  كانت اللحظة الحاسمة في المعركة عند استيلاء وحدة فرسان أسترالية على مدينة بئر السبع في اليوم الأول. خسر العثمانيون 12,000 أسير في المعركة، ولولا استبسال الجنود العثمانيون، لنجح البريطانيون في تطويق القوات العثمانية.
بعد هزائم القوات البريطانية في معركتي غزة الأولى والثانية في مارس وأبريل 1917، اتخذ اللواء فيليب تشتوود، الذي يقود القوات الشرقية للقوة البريطانية المصرية الجديدة، واللواء كريس فون كرسنشتاين قائد القوات العثمانية، وضعًا دفاعيًا وتطورت حالة الجمود في جنوب فلسطين. وتم تعزيز الدفاعات المحصنة على خطوط نهاية المعركة الثانية، وقام كلا الجانبين بعمليات استطلاع منتظمة بواسطة الفرق المركبة إلى الجانب الشرقي المكشوف. في نهاية يونيو عيب ألنبي الجنرال أرشيبالد موراي لقيادته القوة البريطانية المصرية الجديدة، وفي نفس الوقت تقريبًا أُعيد تنظيم الجيش العثماني الرابع. مع استمرار حالة الجمود في ظروف رهيبة خلال الصيف، بدأت تصل تعزيزات لتحل محل العدد الكبير من الضحايا الذين تعرضت لهم القوة البريطانية المصرية خلال المعارك السابقة في غزة، بينما وصلت عدة أفرقة إضافية أيضًا. تم تعزيز الدفاعات العثمانية أيضًا في هذا الوقت، وقام الجانبان بتدريبات بينما كانوا يحتفظون بخطوط المواجهة ويراقبون الجانب الشرقي المكشوف. بحلول منتصف أكتوبر، ومع استمرار معركة باشنديل على الجبهة الغربية، وصلت آخر تعزيزات القوات البريطانية مع استكمال استعدادات ألينبي لبدء حملة الانتقال.
قبل المعركة الثانية في غزة، تم تطوير المدينة لتصبح حصنًا حديثًا وقويًا، بخنادق وأسلاك شائكة وساحة مقدمة على حوافها الجنوبية والجنوبية الشرقية. تمتد سلسلة من الأعمال الميدانية التي تدعم بعضها البعض بالمدافع والرشاشات الآلية والبنادق، من غزة شرقاً حتى مسافة 4 أميال (6.4 كيلومتر) من بئر السبع. ابتداءً من 27 أكتوبر بدأت القوة البريطانية المصرية الجديدة بقصف غزة بشدة وبشكل مستمر، تصاعد قصف غزة في 6 نوفمبر، وخلال ليلة 6/7 نوفمبر تم شن هجمات ناجحة على عدة خنادق. وفي يوم 7 نوفمبر انهار خط غزة بئر السبع واضطر الجيش العثماني السابع والثامن إلى الانسحاب، وبعد عدة معارك احتلت بريطانيا القدس في 9 ديسمبر 1917.

## خلفية

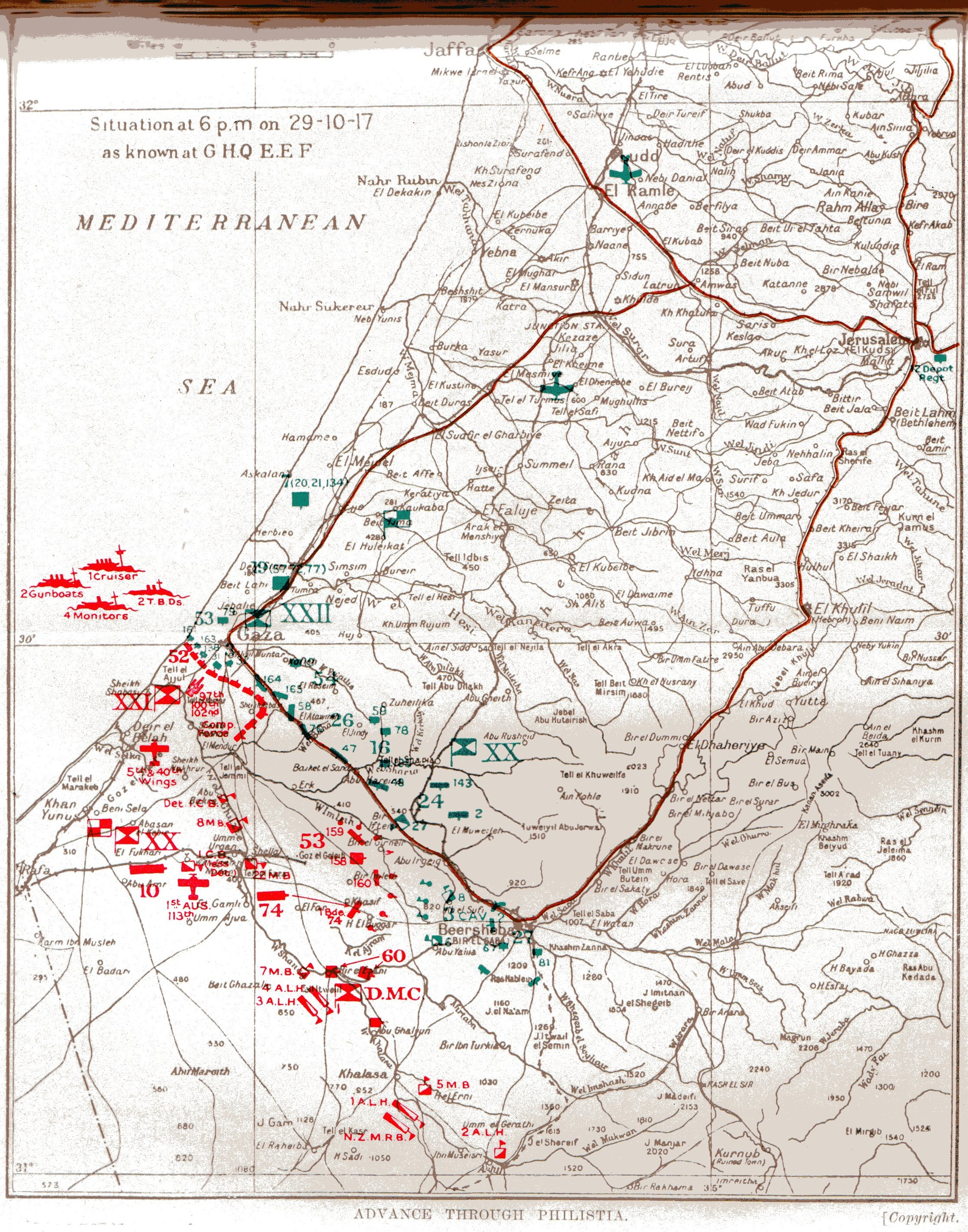
الوضع في الساعة 18:00 في 29 أكتوبر 1917 كما هو معروف في القيادة العامة للجيش البريطاني في مصر وفلسطين.

كانت غزة «حصنًا عصريًا قويًا، راسخًا وموصلاً بأسلاك، بمراقبة جيدة وسور حماية على وجهها الجنوبي والجنوبي الشرقي» تم تعزيز هذه الدفاعات التي كانت قوية للغاية بالنسبة للهجوم في النهار باتجاه الشرق من خلال سلسلة من «الأعمال الميدانية» الممتدة حتى مسافة أربعة ميل (6.4 كـم) من بئر السبع، وكانت هذه التحصينات متباعدة بمسافة تتراوح بين 1,500 إلى 2,000 ياردة (1,400 إلى 1,800 متر)، وكل منها مدعوم بشكل متبادل بنيران المدفعية والرشاشات والبنادق.
عندما بدأت قوة التجريدة المصرية تجميع قواتها تمهيدًا لهجماتها، تركوا معسكراتهم قائمة لخداع استطلاعات الطيران الألمانية والعثمانية. افترضت القوة المصرية أن خصومها يعتقدون أن هناك لا يزال ستة فرق مشاة في منطقة غزة وواحدة في القطاع الشرقي باتجاه بئر السبع. ومع ذلك وفقًا لفولز «تُشير أدلة إلى أن مجموعة جيش يلديريم كانوا على دراية نسبياً بتوزيعات القوات البريطانية»  وفي 28 أكتوبر كانوا يعلمون أن المعسكرات في خان يونس ورفح خالية ووضعوا بدقة ثلاث فرق مشاة شرق وادي الغوزي مع فرقة رابعة، والفرقة العاشرة الأيرلندية بالقرب من الوادي. قدرت القوات العدو أعدادًا أكبر من الفرسان في عسلوج والخلصة أكبر مما كان موجودًا في الواقع.
أذهلت خسارة بئر السبع في 31 أكتوبر قائد مجموعة جيش يلدريم وأركانها. فانسحبت حامية بئر السبع إما إلى الدفاعات العثمانية حول تل الشريعة أو شمالاً إلى تل الخويلفة للدفاع عن طريق الخليل. وهنا نُشرت قوة كبيرة تضمنت جميع وحدات الاحتياط المتاحة، في منطقة الخويلفة لوقف تقدم مهدد على طريق الخليل إلى القدس على بُعد حوالي خمسين ميلًا (80 كيلومترًا) إلى الشمال.
وفقًا لباولز، «تم طرد الجيش العثماني إلى الخلف على جناحه الأيسر، ولكنه لم يتم كسره.»  استمر باقي الخط العثماني الممتد غربًا حتى ساحل البحر الأبيض المتوسط في الدفاع بقوة، ولا سيما في حريرة والشريعة وغزة، ولكن فقدان بئر السبع وضع وحدات قوة التجريدة المصرية عبر طريق بئر السبع إلى الخليل والقدس، وأرسل الجنرال الألماني كريس فون كرسنشتاين ثلاث كتائب مشاة من الجيش الثامن لتعزيز القوات العثمانية في الخويلفة لحماية الطريق.
وأقاموا خط دفاعي جديد شمال بئر السبع، وأرسلت الفرقة 18 من الفيلق الثاني والعشرين المُدافع عن غزة لتعزيز الخط الجديد،  ومع ذلك فقد كان الهدف من تقدم القوات العثمانية شمال بئر السبع هو فصل القوات العثمانية التي تتلقى إمداداتها عبر الطرق والسكك الحديدية من الرملة على السهل البحري عن تلك التي توفرها طريق السيارات من القدس شمال بئر السبع. مثل هذا التقدم سيضع أيضًا فيلق مشاة قوة التجريدة المصرية في وضع يسمح له ببدء تشمير الجناح العثماني.

## مقدمة
سيطرت القوة المصرية على الممرات البحرية الساحلية، وقامت خدمة المخابرات بنشر شائعات عن إمكانية إقامة عمليات إنزال بحرية في الجزء الخلفي من غزة. وشوهدت سفن تسير قبالة الساحل، وتم تحديد وجود أسطول من القوارب الصغيرة بالقرب من دير البلح. خلال فترة ما بعد ظهر 1 نوفمبر، تم تنفيذ عملية نقل أفراد من الفيلق العمالي المصري على متن قوارب وزوارق في دير البلح كخدعة، لإعطاء انطباع بأن العملية مستمرة حتى الليل. وفي صباح اليوم التالي ظهرت سفينتا صيد قبالة مصب وادي الحسي شمال غزة. ولزيادة الارتباك بين معركة بئر السبع في 31 أكتوبر والهجمات الرئيسية في معركة هريرة والشريعة التي بدأت في 6 نوفمبر، فقد كان الجناح الأيسر العثماني شمال بئر السبع يُقاتل بشدة خلال معركة تل الخويلف للسيطرة على الطريق إلى الخليل والقدس. وبحسب وافل «كان من المقرر أن يشن الفيلق الحادي والعشرون هجوماً على جزء من دفاعات غزة». وكان موعد هذا الهجوم - الذي كان في الأساس خدعة - مقررا بين 24 و48 ساعة قبل الهجوم على الشريعة.
في غضون ذلك، بدأت التحضيرات لشن هجمات رئيسية على خط غزة في هريرة والشريعة في الأول من نوفمبر حيث تقدمت الفرقة الـ53 الويلزية، بالاشتراك مع لواء الجمال الإمبراطوري شمالًا لاحتلال خط يبعد 3 أميال (4.8 كيلومتر) إلى الغرب بدون مقاومة. وهذا وضع قوات المشاة في موضع يُمكنها من تغطية الجانب الأيمن للهجوم المقترح من قبل الفرقة العشرون على هريرة والشريعة.

### المدافعون

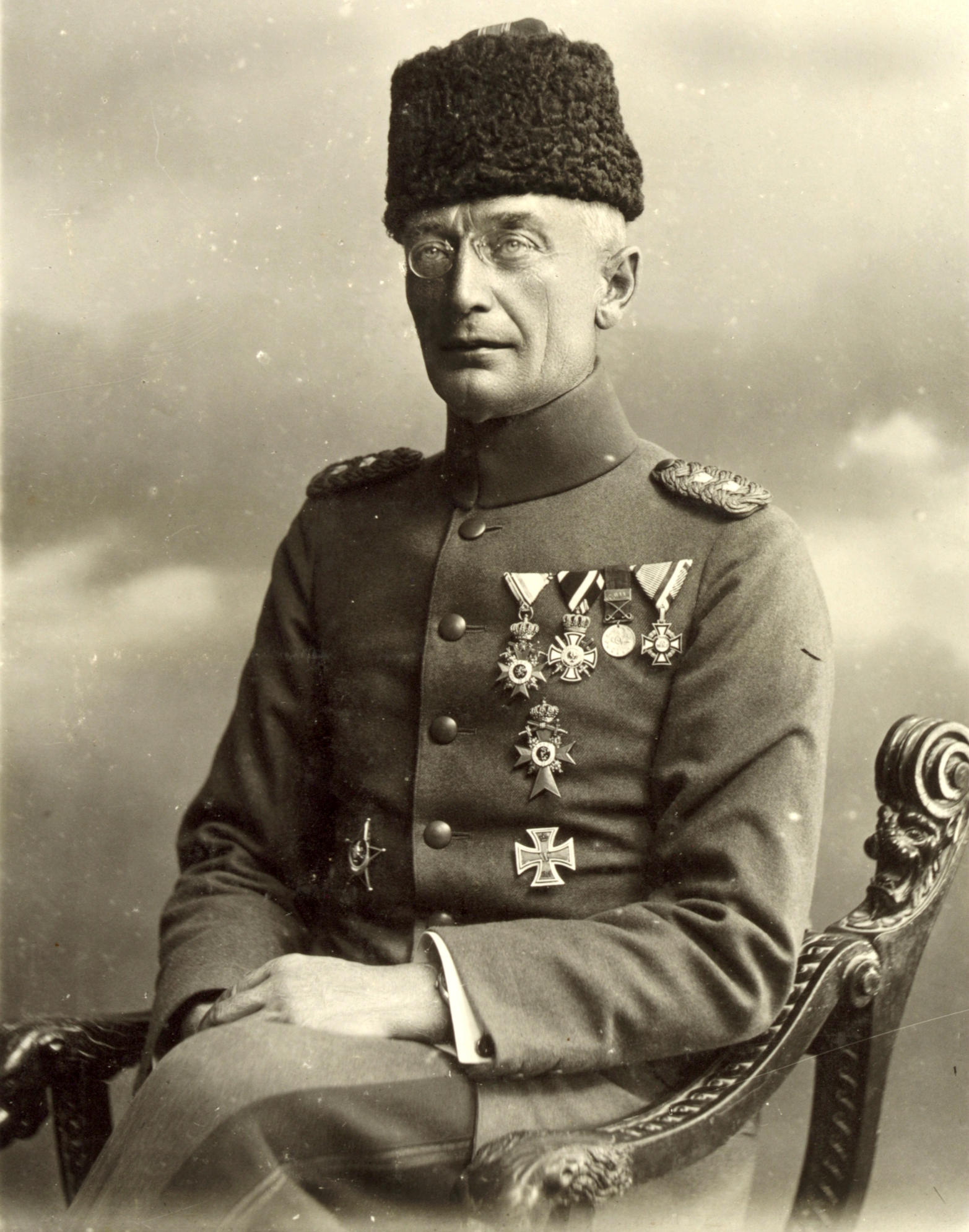
قائد الجيش العثماني الثامن الجنرال كريس فون كرسنشتاين

بعد معركة غزة الثانية في أبريل 1917، تم تعزيز كريس فون كرسنشتاين — قائد الفرق المنتصرة (3، و16، و53) — بالفرقتين السابعة و54. خاضت الفرقة السابعة مشاة (التي أصبحت فيما بعد جزءًا من الجيش الثامن) أربعة أشهر من الحركة الاستراتيجية، مماثلة لتلك التي خاضها الفرقة 54. وبعد وصولها إلى القدس في بداية مايو، بدأ فوج المشاة العشرين التدريبات، وبعد الانتقال إلى بئر السبع حيث بقوا في قوات الاحتياط، شاركوا في تدريبات خاصة حتى أواخر يونيو، وحينها تم نشرهم في خط المواجهة، واستمرت التدريبات في التحصين والاستطلاع والاستطلاع المضاد. وتلقى فوج المشاة الحادي والعشرون تدريبًا مماثلاً، وفي 6 أغسطس مُنحت الألوان العسكرية للفوجين 20 و21 تقديرًا لخدمتهما في حملة جاليبولي.
في بئر السبع في 28 يونيو، قامت فرقة المشاة السابعة بإبطال مفعول السرية الرابعة من كل كتيبة مشاة، لتشكيل سرية رشاشات مسلحة برشاشات خفيفة في 10 أغسطس. وكررت كل أفواج المشاة العثمانية في فلسطين هذه العملية، حيث تم استبدال ربع قوة المشاة بمدافع رشاشة خفيفة، مما زاد بشكل كبير قوتهم النارية وتعزيز قدراتهم الهجومية والدفاعية. بعد تلقي أوامر من فون كرسنشتاين الذي يقود الدفاعات من غزة إلى بئر السبع، تم إنشاء تشكيلات هجومية معادلة لقوات الصدمة الألمانية، وشكلت الفرقة السابعة تشكيلة هجومية مكونة من خمسين رجل في 17 يوليو 1917.
كانت مجموعة جيش يلدريم تحت قيادة المشير إريش فون فالكنهاين مسؤولة عن الدفاع عن فلسطين. وعلى الجانب الغربي كان الجيش العثماني الثامن يتألف من الفرقتين الثالثة و53 (من الفيلق الثاني والعشرين المدافع عن غزة)، والفرقة 26 و54 من (الفيلق العشرين المدافع عن الخط الممتد إلى شرق غزة)، بقيادة فون كرسنشتاين. كان الدفاع عن غزة من مسؤولية الفوج الثاني والعشرون، الذي يملك فرقتان في خط المواجهة (53، و3 من الغرب إلى الشرق) وفرقتان في الاحتياط (7 و19). كانت الأفواج الأربعة التابعة للفيلق الثاني والعشرون تحتوي على 4500 بندقية، والتي تم تعزيزها من قبل فرقتين ليصل إجمالي عدد المدافعين إلى 8000،  وتم نشرهم على النحو التالي:
كانت الدفاع عن غزة مسؤولية الفرقة الثاني والعشرين، الذي كان يمتلك فوجين في الخط الأمامي (الثالث والثالث والثالثة من الغرب إلى الشرق) وفوجين في الاحتياط (السابع والتاسع عشر). وكانت لدى فوجي الفرقة الثاني والعشرون أربعة فوجات بإجمالي 4500 بندقية، والتي تم تعزيزها بوحدتين
- الفرقة الثالثة والخمسون تحتفظ بمنطقة ساحل البحر الأبيض المتوسط حتى الجانب الشرقي من غزة (وهي قوة متمرسة في معركة غزة الثانية).
- الفرقة الثالثة على يسارهم (وهي قوة متمرسة في معركتي غزة الأولى والثانية)
- الفرقة السابعة الاحتياطية خلفهم.

كانت هذه الفرقةات الثلاثة مدعومة بـ 116 مدفعًا تابعًا لمدفعية الفرقة 20، بالإضافة إلى ستة مدافع بحرية كبيرة وعدة بطاريات من قذائف هاوتزرز بقطر 150 مم.
على الجانب الأيسر للفوج العشرون التابع للجيش العثماني، دافع الجيش العثماني السابع عن بئر السبع تحت قيادة فضلي باشا.

### المهاجمون

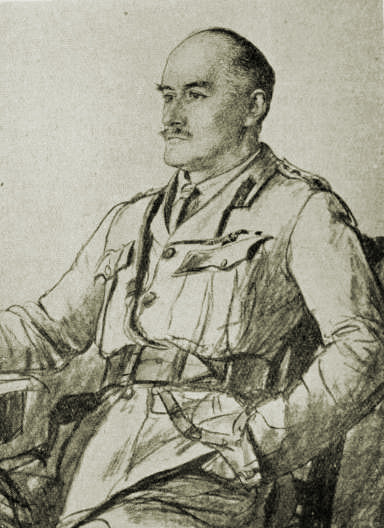
قائد قوة المشاة المصرية اللواء اللنبي 1917

تألفت القوات البريطانية (قوة التجريدة المصرية) من 200 ألف رجل بما في ذلك العمال العرب، و46 ألف حصان، و20 ألف جمل، وأكثر من 15 ألف بغل وحمار، ومئات القطع المدفعية،  وكانت القوة القتالية للقوة التجريدة المصرية تبلغ 100,189 شخصًا.
- فيالق الخيالة الصحراوية التي يقودها اللواء هاري شوفيل، والتي تضم 745 ضابطًا و17,935 فردًا آخر في الفرق المشاة أنزاك وأستراليا ويومانري.
- الفيلق العشرون بقيادة فيليب شتوود، والذي يضم 1,435 ضابطًا و44,171 فرد في الفرق 10 و53 و60، و74 (يومانري).
- الفيلق الحادي والعشرين الذي يقوده اللواء إدوارد بولفين، والذي يضم 1,154 ضابطًا و34,759 فردًا آخر في ثلاثة فرق مشاة.[23][24][25] في 30 أكتوبر كان هناك 35,000 بندقية في الفرقة الحادي والعشرين المنتشرة لشن هجوم على غزة. وكانوا على النحو التالي:
  - الفرقة 52 (لولاند) (من قدامى المحاربين في معركتي غزة الأولى والثانية)
  - الفرقة 54 (إيست أنجليان) (قدامى المحاربين في معركتي غزة الأولى والثانية)
  - الفرقة الخامس والسبعون.[26][27][28]
  - قوة مركبة تقريبًا لفرقة، تتألف من اللواء الخامس والعشرين الهندي، وكتيبة من غرب الهند، و«الفصيل الفرنسي في فلسطين» و«الفصيل الإيطالي في فلسطين»، كانت تعسكر شرق الفرقة الخامس والسبعين.[29]
  - لواء الفرسان الخدمة الإمبراطورية بقوة 1000 سيف.
  - فوج فرسان الفرقة الحادي والعشرين، يتكون من سرب واحد من كل من رويال غلاسكو يومانري [الإنجليزية]، و«يومانري دوق لانكستر»، و«هرتفوردشاير يومانري [الإنجليزية]».[26][27][28]

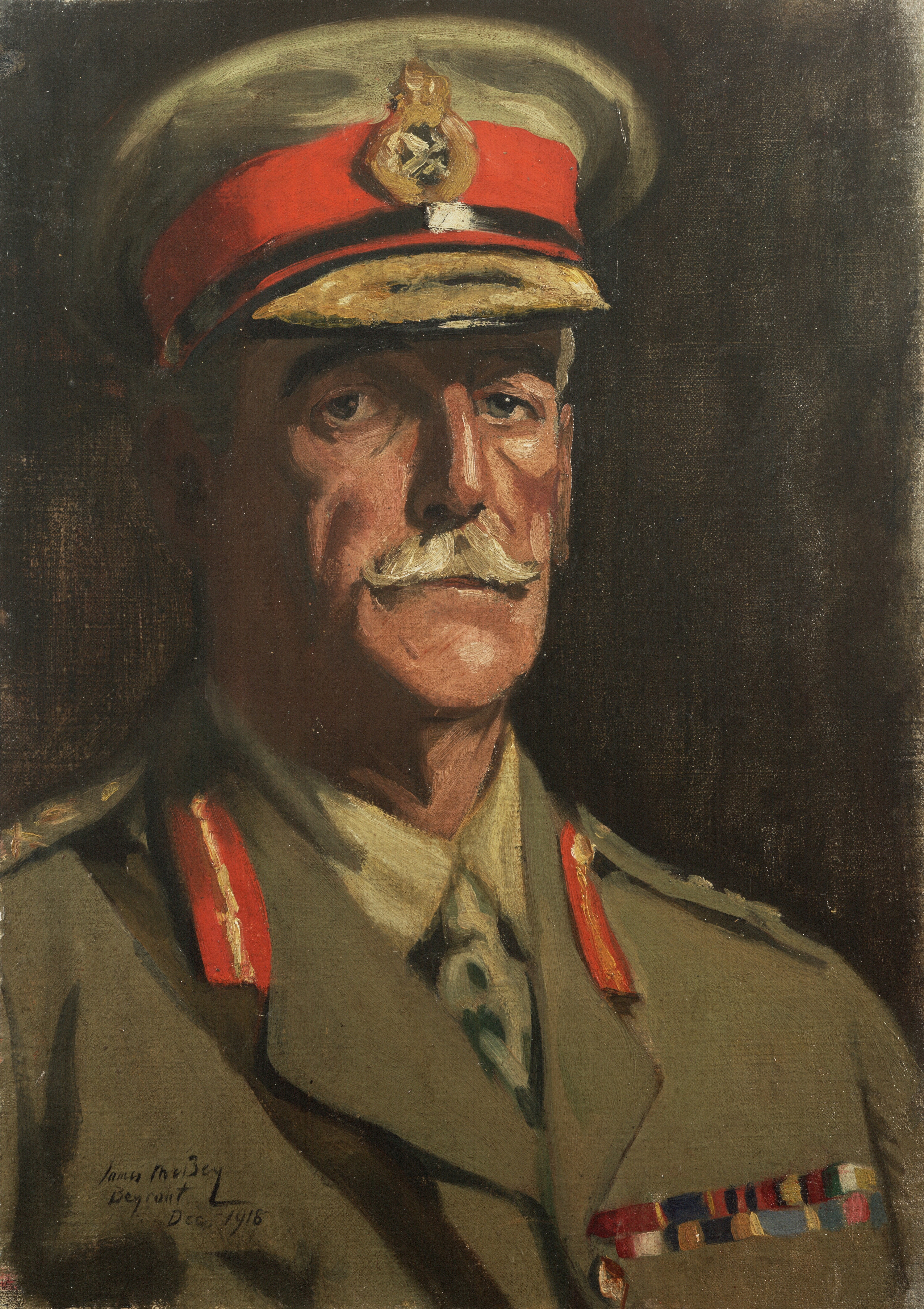
اللفتنانت جنرال بولفين قائد الفيلق الحادي والعشرين

كانت غالبية القوات البرية بقيادة الجنرال إدموند ألنبي من الفرق المحلية، جُندت عند اندلاع الحرب. وقد حارب معظمها الجيش العثماني من قبل. وخلال حملة جاليبولي قاتلت الفرقة 52 (لولاند) في رأس هيليس، والفرقة 53 (ويلز) والفرقة 54 (إيست أنجليان) في خليج سوفلا، في حين كانت الفرقة 60 (لندن) قد خدمت على الجبهة الغربية وجبهة سالونيك. تم تشكيل الفرقة 74 (يومانري) حديثًا من ثمانية عشر فوجًا ضعيف القوة من فرق مشاة يومانري، جميعها قد قاتلت على الأرض في جاليبولي، وكانت الفرقة العاشرة (الإيرلندية) عبارة عن فوجًا من الجيش الجديد (K1)، وكانت قد قاتلت أيضًا في خليج سوفلا وفي سالونيك. وشاركت كل الألوية الثلاثة من فرقة أنزاك الخيالة ولواءتي الخيول الخفيفة من الخيالة الأسترالية في جاليبولي.
تم تكليف طائرات جناح الجيش لتنفيذ استطلاعات استراتيجية، والإبلاغ عن الاحتياطات العثمانية في خلف خطوطهم، وإجراء التصوير الجوي اليومي، وتنفيذ غارات جوية. وتم إنشاء أسراب مقاتلة وقوات قنابل لهذا الغرض، في حين تم إلحاق أسراب الفرقة بسلكين مشاة نفذت دوريات المدفعية والاتصال، إلى جانب الاستطلاع التكتيكي.

#### قوات الشريف
في شهر يوليو كان ألنبي متفائلاً بأن يتمكن توماس إدوارد لورنس والقوة العربية الشريفية من دعم هجوم قوة التجريدة المصرية في سبتمبر، مدركين بأنه قد جُمعت المحاصيل قبل ذلك الوقت، وأنهم بعد نهاية سبتمبر يتحولون عادة إلى أراضي رعي الجمال في الصحراء السورية. وكتب قائلاً: «بطبيعة الحال، فإنهم لن يفعلوا ولا يمكنهم القيام بالكثير ما لم أتحرك؛ ولن يفيدوا كثيرًا أن دمروا الاتصالات التركية ما لم أستفد على الفور من هذا التدمير... إذا أشركتهم في المعركة ولم أحرز تقدمًا بنفسي، فإن ذلك سيعرضهم أيضًا للانتقام — وهو ما يعني الإبادة لبعض القبائل مثل الدروز في جنوب دمشق.»  وشجعت قوة التجريدة المصرية البدو على الانشقاق والانضمام إليها.

## المعركة
هاجمت أربعة ألوية مشاة من قوة التجريدة المصرية مؤلفة من 10,000 بندقية، أربعة أفواج عثمانية قوامها 4,500 بندقية، وتم تعزيزها بفرقتين لتصل إلى أكثر من 8,000 بندقية. تكبد كلا الجانبين خسائر فادحة. كانت الخطة أن تنفذ قوات مستعدة تمامًا الهجوم بدعم مكثف من المدفعية وست دبابات من طراز مارك الرابع،  صُممت هذه الهجمات لإبقاء ثكنة غزة المؤلفة من 8000 جندي والمدعومة بنحو 116 مدفعًا في مكانها بعد احتلال بئر السبع وأثناء الاستعدادات للهجوم على هريرة والشريعة.  

### الغارت الأولية على تل المراقبة
في 26 أكتوبر شنت وحدات الفرقة الـ75 هجومًا على تل المراقبة. وبعد ساعات فقط من احتلال بئر السبع في 1 نوفمبر، تم تنفيذ هجوم ثانٍ من قبل خمسة ضباط و220 جنديًا من الغوركا الذين ينتمون للواء 233 التابع للفرقة 75. وفي الساعة 03:00 تحت غطاء قصف مكثف دخلوا المواقع الدفاعية العثمانية على التل. قُتل خلال المعركة جنديان من الغوركا وأُصيب ثلاثة وعشرون آخرين، وقتل ثمانية وعشرون جنديًا عثمانيًا وأسر ستة عشر آخرين، ثم عادوا إلى صفوفهم.

### القصف
في 27 أكتوبر، بدأت المدفعية التابعة للفرقة الـ21 قصف غزة، وزادت الحدة تدريجيًا بدعم من مدافع البحرية البريطانية والفرنسية اعتبارًا من 29 أكتوبر. تضمنت هذه المدافع المدمرة بقياس 14 بوصة (360 مم) على متن السفينة "HMS Raglan"، ومدافع الرصاصات بقياس 9.2 بوصة (230 مم) على متن السفن HMS M15 وM29 وM31 وM32، ومدافع بقياس 6 بوصة (150 مم) على متن السفينة الحربية جرافتون، والمدمرتين ستانش وكومت. شملت السفن الفرنسية ريكوين وأرباليت وفولتيجور وكوتيلاس وفوكونيو وهاشي. كما كان هناك أيضا زورقان حربيان نهريان ليدي بيرد وأفيس وثلاث قاذفات مائية، استمر هذه الأسطول في العمل على الرغم من عدم إمكانية عودتها إلى بورسعيد للتزود بالوقود قبل إطلاق الهجوم على غزة. تعرض الأسطول لهجمات من الطائرات العثمانية، في حين أصابت قذيفة من بطارية ساحلية عثمانية سطح سفينة ريكين مما تسبب في وقوع 38 قتيلًا وجريحًا.
كانت المدفعية البرية التابعة للفرقة الـ21 بقيادة بولفين تتألف من 68 مدفعًا ومدافع هاون متوسطة وثقيلة، وتم توجيهها نحو البطاريات العثمانية خلال المعركة. بالإضافة إلى ذلك، قامت مدفعيتان بقياس 6 بوصات بشن هجوم مفاجئ على رأس قطار عثماني في بيت حانون على مسافة تصل إلى تسعة أميال (14 كيلومترًا)، مدعومًا برصد بالون. بين 27 أكتوبر والهجوم على غزة، أطلقت المدفعية الثقيلة 15 ألف قذيفة، تم تخصيص ثلاثمائة قذيفة لتدمير البطاريات العثمانية، كما تم استخدام قذائف الغاز في قصف البطاريات بين 29 و31 أكتوبر، والتي على ما يبدو لم تكن لها تأثير كبير أو ملحوظ.
جنبًا إلى جنب مع مدفعيات الفرقة الثلاثة الأخرى، أنتجت المدافع أكبر حملة قصف في الحرب العالمية الأولى خارج المسارح الأوروبية.

### هجمات 1 و2 نوفمبر
كانت هجمات الفرقة الـ21 تركز على منطقة تمتد لمسافة خمسة آلاف ياردة (4,600 متر) من تلة المظلة، على بُعد حوالي ألفي ياردة (1,800 متر) جنوب غرب غزة حتى البحر الأبيض المتوسط. تم توقيت الهجمات ليلاً بسبب قوة مدافع الرشاش العثمانية في المواقع الدفاعية التي جعلت الهجمات في النهار مستحيلة. وعلى الجانب الأيمن كان الهدف النهائي للهجوم على بُعد 500 ياردة (460 متر) فقط خلف الخط الأمامي للعثمانيين، ولكن على الجانب الأيسر كان الهدف على بُعد 2,500 ياردة (2,300 متر).
تمت المرحلة الأولى بمهاجمة تلة المظلة من قبل الكتيبة الأولى من الفرقة السابعة الإسكتلندية بالإضافة إلى سرية واحدة من الكتيبة الأولى الإسكتلندية (اللواء 156، الفرقة 52). أما المرحلة الثانية فقد كانت للاستيلاء على جبهة واسعة من معقل العريش حتى موقع البحر على الشاطئ من قبل الكتيبة الرابعة من الأفراد الملكيين الاسكتلنديين وسرية واحدة من الكتيبة الأولى الإسكتلندية (اللواء 156). وكان من المقرر أن ينفذ اللواء 161 (باستثناء كتيبة واحدة) واللواء 163 (الفرقة 54) المرحلة الثالثة من الهجوم ضد الدفاعات الجنوبية الغربية لغزة، في حين أن اللواء 162 سيقوم بالمرحلة الرابعة بالاستيلاء على تلة البندقية والشيخ حسن على بُعد 3500 ياردة (3200 متر) خلف الخط الأمامي في الشيخ عجلين. استمرت الفرقتان العسكريتان العثمانيتان السابعة والثالثة والخمسون في الدفاع عن معظم خطوطهما الأمامية ونفذتا هجمات مضادة ناجحة محلياً في الأول والثاني من نوفمبر.

#### المرحلة الأولى: تل المظلة
في الأول من نوفمبر بدأ الهجوم على تلة المظلة - وهي كثيب رملي يبعد ألفي ياردة (1800 متر) جنوب غرب غزة وغرب طريق رفح إلى غزة وتطل على الأهداف الرئيسية - سيبدأ في الساعة 23:00. وتم افتراض أن الحامية الدفاعية يبلغ قوامها نحو 350 جنديًا. ومع ذلك في الساعة 10:50، لاحظ الجنود العثمانيون تحركًا أوليًا، فأطلقوا الإنذار وبدأوا في إطلاق الرصاص من البنادق الرشاشة ومن الخنادق العثمانية على تلة المظلة.
في الساعة 23:00، بدأ قصف قوي من قوة التجريدة المصرية لتمهيد الطريق لتشكيل خط لتحرك القوات المهاجمة،  وتحت غطاء القصف المكثف الذي استمر لعشر دقائق، هاجمت الكتيبة الأولى من الفرقة السابعة من الأفراد الإسكتلنديين بالإضافة إلى سرية من الكتيبة الأولى من الأفراد الإسكتلنديين (اللواء 156، الفرقة 52) تلة المظلة. وسرعان ما استولوا على التلة، وأسروا ثلاثة ضباط و55 جنديًا عثمانيًا وثلاثة بنادق لويس وعدد كبير من القنابل. وكان من الصعب الدفاع عن التل بعد أن تعرضت كل دفاعاته للقصف. وأدى القصف العثماني التالي لتلة المظلة إلى وقوع 103 قتيل وجريح في الكتيبة الأولى من الفرقة السابعة من الأفراد الإسكتلنديين خلال الأربع وعشرين ساعة التالية.

#### المرحلة الثانية: معقل العريش

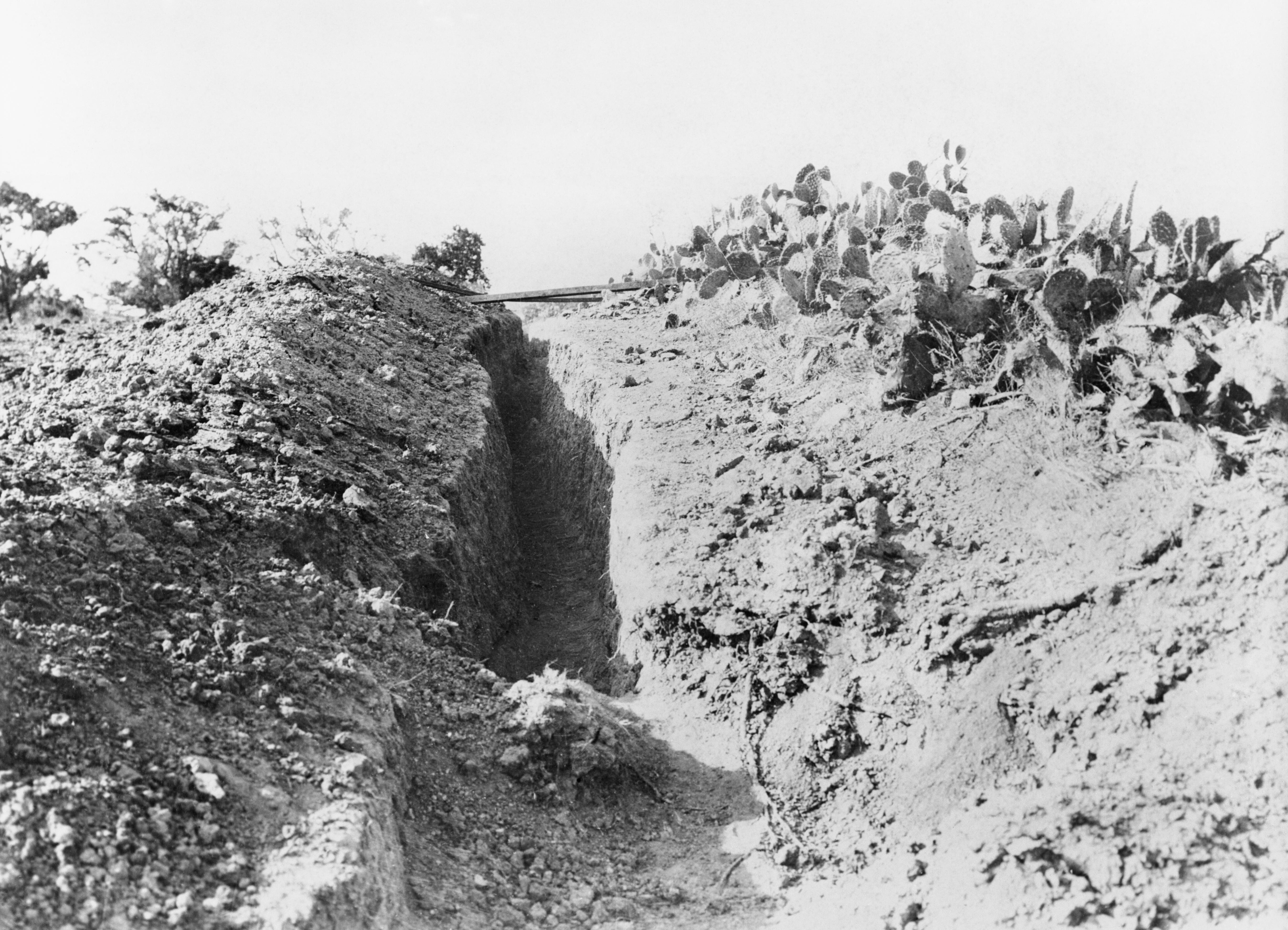
الخنادق العثمانية في العريش، استولت عليها الكتيبة الملكية الاسكتلندية الرابعة في 2 نوفمبر، بدعم من سريتين من الكتيبة الثامنة الاسكتلندية (الفرقة 52)

بدأت المرحلة الثانية في فجر الثاني من نوفمبر، عندما شن اللواء 156 من الفرقة 52 (لولاند) أول هجوم على معقل العريش. وكان الهدف من هذا الهجوم هو كسر خط التحصينات الدفاعية المكونة من ثلاث مجموعات من الخنادق والحصون. وهي معقل العريش، ومعقل رفح، ومعقل الأسد، والتي كانت متصلة بـ "سلسلة من الخنادق المكونة من عدة طبقات، ومدعمة بخنادق ونقاط قوية أخرى" تمتد على مسافة ميلين (3.2 كيلومتر) على طول الدفاعات البحرية إلى الغرب من تلة المظلة. وكان من المقرر دعم الهجوم على معقل العريش بدبابتين من أصل ست دبابات مُتاحة.
نفذت الكتيبة الرابعة من الأفراد الملكيين الاسكتلنديين (الفرقة 156) هجومًا على معقل العريش عبر الخنادق العثمانية بشكل متتابع، وانفجرت بهم ستة ألغام عثمانية وأوقعت بهم خسائر فادحة،  توقفت المدفعية العثمانية قبل وقت قصير من بدء الهجوم الثاني في الساعة 06:00 بقصف مكثف استمر لمدة عشر دقائق.
في الساعة 06:30، شن هجوم مضاد قوي من العثمانيين إلى انسحاب السرية القائدة للفرقة الملكية الاسكتلندية، وتكبيدها العديد من الخسائر. ساعدت سرية أخرى في تجميع ما تبقى منها، وتعزيزها بوحدتين من الكتيبة الرابعة الاسكتلندية والكتيبة الثامنة الإسكتلندية. ومرت دبابتان من خلال معقل العريش وسرعان ما تم التخلي عن إحداهما وأصيبت الأخرى، بينما تحركت دبابة ثالثة على طول الخط الأمامي ونشرت سلكاً من شاطئ البحر إلى الموقع العسكري.

#### المرحلة الثالثة: الدفاعات الساحلية
عندما دخلت فرقة الملكيين الاسكتلنديين الجزء الشرقي من معقل العريش خلال المرحلة الثانية من الهجوم، كان الجزء الغربي لا يزال تحت سيطرة المدافعين العثمانيين. وأصبحت هذه الدفاعات أهدافًا لهجمات اللواء 161 واللواء 163 من الفرقة 54، بدعم من أربعة دبابات،  تقدم اللواء 163 على اليمين، وتحركت الكتيبة الخامسة من فوج سوفولك، نحو الخنادق العثمانية بعد قصف تدريجي، عانت الكتيبة 1/5 من الخسائر الطفيفة. على الرغم من أنهم احتلوا الخط الثالث، إلا أنه كان لا بد من التخلي عن جزء من هذه الأراضي المستولى عليها لتعرضها لنيران معادية.
على اليسار، تم إضعاف هجمات اللواء 161 عندما هاجمت الكتيبة الخامسة من فوج إسكس معقل رفح. ومع ذلك استولت الكتيبة السادسة على الشاطئ والبحر قبل مهاجمة معقل رفح، مما أدى إلى خسائر طفيفة. وبدعم من دبابة تم نشر سلك حماية أثناء التقدم على طول الخط الأمامي.

#### المرحلة الرابعة: 2 نوفمبر
أنهت الكتيبة العاشرة اللندنية (الفوج 161) احتلال باقي معقل رفح، بعد أن احتلت الكتيبة السادسة جزء منه، وفقدت هذه الكتيبة الاتصال مع القصف المدفعي وتعرضت لخسائر كبيرة. ومع ذلك فقد تمكنوا من احتلال تلة البندقية وبحلول الساعة 06:00 في 2 نوفمبر كانوا يستعدون لمهاجمة معقل الشيخ حسن، الذي تم احتلاله بعد خمسة عشر دقيقة مع اسر 182 أسيرًا.
بدأ الهجوم على خندق الأسد الواقع على بُعد 0.75 ميل (1.21 كيلومتر) شمال شرق معقل الشيخ حسن في تمام الساعة 07:30 من قبل الكتيبة الرابعة فوج نورثهامبتونشير بهدف فتح ممر يمكن من خلاله تقدم لواء الفرسان الخدمة الإمبراطورية. وبعد 20 دقيقة من الهجوم بدون دعم مدفعي تقريبًا، تم تطويقهم من قبل العثمانيين، وأجبروا على التراجع إلى الشيخ حسن على الساحل. وشن فوجين من الفرقة السابعة العثمانية هجومًا مضادًا من الشمال والشمال الشرقي، وقام سلاح المدفعية الثقيلة بقصفها وإيقاف الهجوم. تأجل هجوم خندق الأسد المُخطط له عندما هاجمت الكتيبة الرابعة من فوج نورثهامبتونشير خندق يونس بدلاً من خندق الأسد، وتراجعوا بفعل هجوم مضاد، وخلال باقي اليوم قصفت المدافع الثقيلة العثمانية الشيخ حسن، قبل سحب المدافع خلال الليل إلى الشمال الشرقي من غزة. وخلال ليلة 2/3 نوفمبر عززت قوات الدفاع العثمانية دفاعاتها على التلة المواجهة لمعقل الشيخ حسن.
لم يكن الهدف الأساسي من المعركة الثالثة لغزة الاستيلاء على المدينة، وإنما لإبقاء الحامية في مكانها بعد احتلال بئر السبع. كانت الأهداف الفعلية للفيلق الحادي والعشرين تقتصر على الخطوط الأمامية من الخنادق، حيث استخدم تكتيكات جديدة للمشاة والدبابات والمدفعية المجتمعة وفقًا للمعايير الغربية المستخدمة في الجبهة الغربية.
وعلى الرغم من عدم تحقيق جميع الأهداف، إلا أن العمليات أجبرت كتيبتين من الفرقة السابعة العثمانية الاحتياطية على الابتعاد عن هريرة والشريعة لتعزيز الدفاعات العثمانية بين غزة والبحر. ووفقًا للمؤرخ الرسمي البريطاني فإن "الهجوم على الدفاعات الغربية لغزة... قد حقق الهدف المرجو منه من قبل قائد الجيش". كما ألحقت قوة التجريدة المصرية خسائر فادحة في الدفاعات العثمانية، حيث دُفن أكثر من ألف مُدافع في الخنادق، وأسرت قوة التجريدة المصرية ثمانية وعشرين ضابطًا، و418 جنديًا، وتسعة وعشرين مدفعًا آليًا وسبعة مدافع خنادق.
خلال المعارك تقدمت قوات المشاة التابعة للفرقة مسافة ميلين (3.2 كيلومتر) على جبهة تبلغ خمسة آلاف ياردة (4.6 كيلومتر)، واستمرت في الحفاظ على المكتسبات رغم هجمات العثمانيين المتكررة، واستولوا على نظام الدفاع الأمامي على الجانب الجنوبي الغربي من غزة،  واحتلت قوات المشاة موقعًا يمكنها من تهديد بقية الدفاعات أمام المدينة. تكبدت الفرقة الحادية والعشرون خسائر بلغت 350 قتيلًا و350 مفقودًا و2000 جريح خلال هذه المعارك.

### الغارات الجوية
تم تنفيذ غارات جوية من قبل القوات البريطانية في ليلة 1/2 نوفمبر، حيث تم إلقاء اثني عشر قنبلة على غزة، وفي 3 و4 نوفمبر تم تنفيذ غارات جوية فوق التلال شمال بئر السبع.

## أعقاب

### 3 - 6 نوفمبر
أثناء رياح الخماسين في يوم 3 نوفمبر بينما استؤنف قصف غزة، هاجمت الكتيبة الرابعة من فوج إسكس في الساعة الرابعة عصرًا خندق يونس وسيطرت عليه. وانسحبوا منه بعد تعرضهم لهجوم قوي. وفي هذه الأثناء تم تعزيز الموقع الذي تم الحصول عليه حديثًا في الشيخ حسن على الجناح الأيمن العثماني. في الليلة التالية، شنت القوات العثمانية عدة هجمات مضادة قوية على موقع الفرقة الخامسة والسبعين في الشيخ عباس على الجانب الشرقي من غزة، وتم صدهم بالرشاشات،  وتعزيز دفاعات المواقع التي استعادوها في الشيخ حسن.
بحلول الخامس من نوفمبر 1917، كان العقيد رفعت بيلي، قائد الفيلق الثاني والعشرون العثماني المسؤول عن دفاع غزة، مستمرًا في الحفاظ على "سلامة حصن غزة"، على الرغم من أن مدافع غزة كانت تمتلك نحو 300 قذيفة فقط. وكانت هذه المدافع تتعرض لقذائف مضادة للمدافع، وبعد سقوط بئر السبع، أعدت القوات العثمانية خطة للانسحاب الكامل خلال الليلة السابعة والثامنة من نوفمبر إلى خط دفاع جديد على وادي الحسي.
أدرك فالكنهاين قائد مجموعة جيش يلدريم أن القوات العثمانية لم تعد قادرة على الصمود أمام القوات الأوروبية العسكرية، وأمر الجيشين الثامن والسابع بالانسحاب لمسافة تُقدر بحوالي 10 كيلو متر 10 كيلومتر (6.2 ميل). وأكدت عمليات الاستطلاع البريطانية هذ الانسحاب، حيث وجد أن المستشفيات العثمانية قد نُقلت إلى الخلف باتجاه مجدل،  وفي منتصف الليل وجدت دوريات مشاة الفيلق الحادي والعشرون أن العثمانيين قد انسحبوا من غزة. كانت الطائرات الألمانية حتى 6 نوفمبر نادرًا ما تظهر فوق خطوط غزة، وفي ذلك المساء، تعرضت طائرتان من طراز R.E.8 وطائرتان من طراز B.E.12 من السرب الأول في القوة الجوية الأسترالية للتصوير الجوي والدوريات للهجوم والضرر الشديد من قبل أربع طائرات باتروس.
في الوقت نفسه، اشتد القصف على الخط العثماني في منطقة الفيلق الحادي والعشرون في غزة، حيث استؤنف القصف في 3 نوفمبر وزادت حدته بمشاركة المدافع البحرية في 5 و6 نوفمبر، وبلغ ذروته في 6 نوفمبر. وخلال ليلة 6/7 نوفمبر كان من المقرر أن يشن الفيلق الحادي والعشرون هجومًا على تلة الحاجز الأمامية ونظام الخنادق في يونس وبئر البلح. بعد بدء الهجوم الرئيسي للقوات البريطانية على هريرة والشريعة. كان من المقرر أن يُنفذ الهجوم على وادي الشريعة "في أفضل الظروف" ضد كتيبتين عثمانيتين فقط كانا يمسكان الخط البالغ طوله 6.5 ميل (10.5 كيلومتر).
بعد شن الهجوم الناجح في 6 نوفمبر على هريرة، شن القوات هجومًا على خنادق الشريعة في وقت متأخر بالتزامن مع شن هجمات أخرى في منطقة تل الخويلفة في الطرف الشرقي للخط الأمامي العثماني. وخلال هذه الهجمات سيطر المهاجمين على الخنادق التي تحمي معقل هريرة، واضطر المدافعون العثمانيون للانسحاب إلى معقل هريرة. في وقت متأخر من اليوم تم أيضًا الاستيلاء على جزء كبير من الدفاعات في الشريعة بعد تجاوز هريرة. كان تل الشريعة الوحيد الذي عرقل تقدم القوات البريطانية، وأمر ألنبي بمواصلة الهجوم في اليوم التالي على تل الشريعة.
وخلال يوم 6 نوفمبر قامت طائرات قوة التجريدة المصرية بقصف غزة، والمواقع العثمانية الرئيسية وراء الدفاعات بالقرب من أم عميدات، والمواقع الغربية للشريعة. كما دارت ثلاث معارك جوية ضد ثلاث طائرات عثمانية،  وتعرضت مجدل أيضًا للقصف من قبل طائرات قوة التجريدة المصرية.
كتب ألنبي:

### 7 نوفمبر

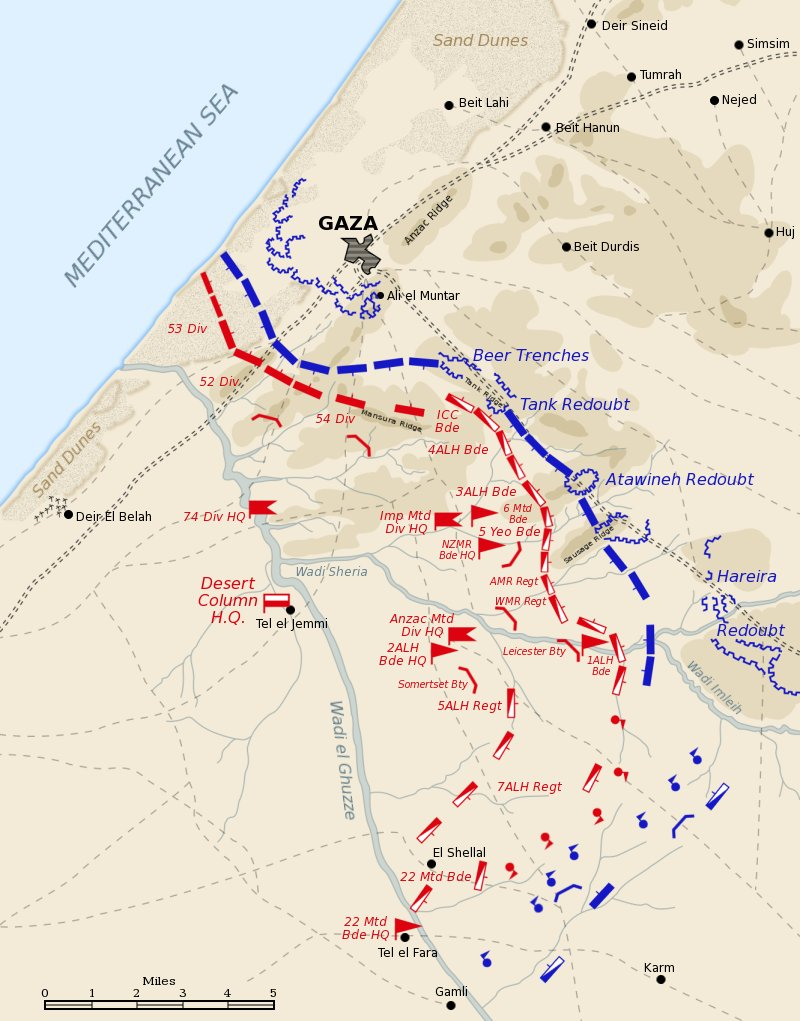
غزة في الساعة 14:00 في 19 أبريل 1917 خلال معركة غزة الثانية تُظهِر الخريطة مواقع التحصينات وجبال بيت حانون وهوج وتل الجمي وكرم.

#### احتلال غزة
تقول الرواية البريطانية أن احتلال عزة لم يلقى مقاومة قوية بعد الانسحاب العثماني، وفي صباح يوم 7 نوفمبر / تشرين الثاني وجدوها مهجورة. وصدرت أوامر هجومية في الساعة 04:50 للفرقة 75 بشن هجوم على تل الحوض في الجانب الشرقي من غزة، وتم توسيع نطاق الهجوم لاحقًا ليشمل تل سُمي "تل ميدلسكس"، وهجوم آخر للفرقة 54 "إيست أنجليان" على خندق دير البلح ويونس، وتل "تيرتل هيل" في القطاع الساحلي. تقدمت كتيبتان من اللوائين 161 و162 (الفرقة 54) مدعومتان بالمدفعية لاحتلال خنادق الأسد والنمر والشيخ رضوان في القطاع الساحلي شمال شمال غرب غزة. تقدم اللواء 162 مرورًا بحدائق غزة وحقولها إلى الطريق الرئيسي شمالاً، ووجدت الدوريات المُرسلة إلى غزة أنها مهجورة. فدمرت المدفعية البريطانية كل منازل المدينة التي كان يسكنها 40 ألف شخص قبل الحرب. واتخذت الفرقة 54 (إيست أنجليان) خطًا يمتد من طريق يافا شمال الشيخ رضوان إلى البحر الأبيض المتوسط.
عندما أصبح انسحاب القوات العثمانية واضحًا في 7 نوفمبر، بدأ الفرقة الجوية الملكية - التي كانت تُشارك بشكل رئيسي في الاستطلاع الاستراتيجي للجناح الأربعين وتسجيل المدافع والتصوير التكتيكي للجناح الخامس - في تنفيذ غارات جوية لمدة سبعة أيام،  ونفذوا أيضًا العديد من الهجمات على البنية التحتية العثمانية، بما في ذلك المطارات، ووسائل النقل، والمدفعية.

#### اختراق الخط

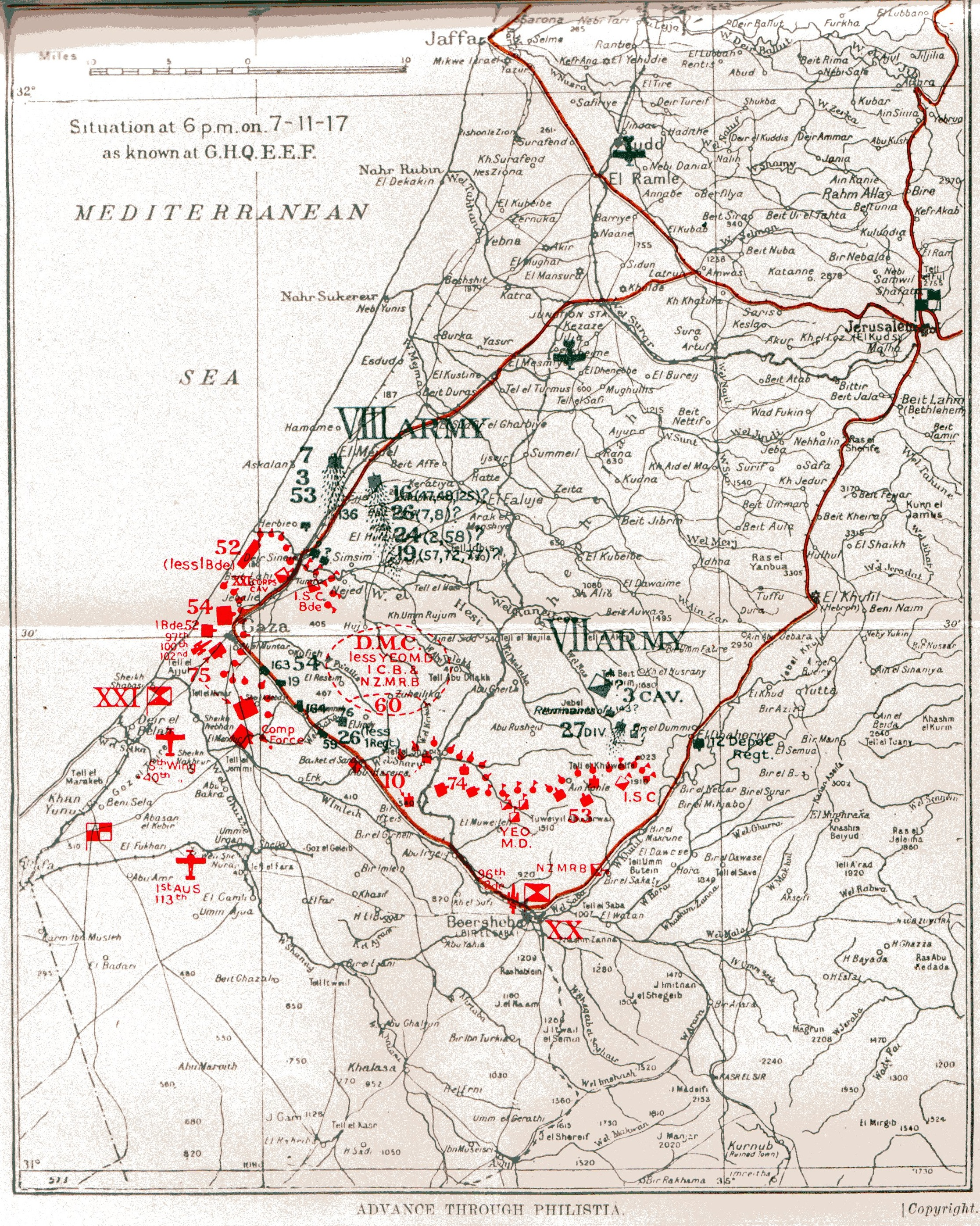
الوضع حسبما عُلم به في القيادة العامة للجيش البريطاني في الساعة 18:00 في 7 نوفمبر 1917

كُلفت الفرقة 75 التابعة للفيلق 71 في الجيش البريطاني بشن هجوم على تل المراقبة في الجانب الشرقي لمدينة غزة واستغلال أي اختراق محتمل. بحلول الساعة الواحدة في ظهر يوم 7 نوفمبر كان اللواء 233 (الفرقة 75) قد سيطرت على تل المراقبة، وتقدم اللواء لاحتلال تل الخضراء والمتاهة في الساعة 05:00، وواجهوا مقاومة ضئيلة، وبحلول الساعة 07:00 كانت الدوريات التابعة للواء 233 على قمة جبل علي المنطار، وعلى يمينهم وجد اللواء 234 أن الخنادق والحصون المُدافعة عن طريق غزة إلى بئر السبع لا تزال عنيدة ومُحصنة بالمدافع الرشاشة. واستمرت الدفاعات الخلفية العثمانية في حصون عطاونة إطلاق قذائف المدفعية على القوات المتزايدة للجيش البريطاني الذي كان يتقدم خلف جنبات هاتين الدفاعيتين العثمانيتين. ومع غروب الشمس استولى البريطانيون على هذه الخنادق والمعاقل.
كانت فرقة الفرسان الخدمية الإمبراطورية تقوم بواجبات الدوريات ومقرها تل الجمّي، وكانت على استعداد لاستغلال اختراق في غزة، بينما تم إعداد كتيبة أنزاك والخيالة الأسترالية للمطاردة من خلال اختراق الخط الدفاعي في الشريعة. وفي الساعة التاسعة مساءًا ركبت فرقة الفرسان الخدمية الإمبراطورية عبر أطلال غزة ووصلت إلى بيت حانون في الساعة 13:00، حيث واجهوا جزءًا من حامية غزة التي كانت تدافع عن موقع دفاع قوي على قمة تقع على بعد 1.5 ميل (2.4 كيلومتر) جنوب شرق بيت حانون.
تقدمت قوات فرسان حيدر أباد وميسور عبر جباليا للالتقاء مع أسراب غلاسكو ولانكشر من فوج فرسان الفيلق الحادي والعشرين، التي تُسيطر على الأماكن المرتفعة في بيت لاهيا على بعد خمسة ميل (8.0 كـم) شمال غزة لتهديد الجناح العثماني. في حين استولت فرقة فرسان الفيلق العشرون على بيت لاهيا، تقدم فرسان حيدر آباد في الساعة 15:00 للاستيلاء على القمة الغربية لبيت حانون في الشيخ منعم، حيث واجهوا مقاومة عنيفة من عدة تجمعات عثمانية مزودة بالمدافع والرشاشات. في وقت مبكر من بعد الظهر، انطلق فوج من اللواء الرابع من الخيول الخفيفة إلى الشمال الغربي للارتباط مع لواء الفرسان التابع للخدمة الإمبراطورية. التقى الفوج الثاني عشر للخيول الخفيفة (اللواء الرابع للخيول الخفيفة) مع لواء الفرسان للخدمة الإمبراطورية على بعد ميل واحد (1.6 كيلومتر) شرق بيت حانون في الساعة 14:45. وسلموهم أوامر لمهاجمة قوات العثمانيين المتبقية على وادي الحسي بالقرب من تمرة شمال بيت حانون. وبحلول الساعة 16:55، أُفيد بأن قوات الحرس الخلفي لا تزال تحتفظ ببيت حانون، مع تجمعات للقوات العثمانية في "عسقلان أو المجدل" وبيت دراس.
تقدم الفرسان من الشرق نحو التلة المطلة على "بيت حانون"، وعلى الرغم من مواجهتهم لمقاومة كبيرة، فقد استولوا على الموقع. وفي هذه العملية، أسروا ثلاثة وعشرين أسيرًا، وبعض قطع المدفعية، وكمية كبيرة من الذخيرة. كما استولوا على آلات ضخ المياه، لكنهم انسحبوا إلى "جباليا" للحصول على الماء، حيث تعمل المعدات بالغاز المصنوع من الفحم، والذي يحتاج إلى تحويل قبل استخدامه.

#### مطاردة المشاة
بينما تم أمر الفرقة 52 (لوولاند) من قبل الفيلق الحادي والعشرين بالاستعداد على خط من طريق يافا شمال "الشيخ رضوان" إلى البحر في الضاحية الشمالية لمدينة غزة، بدأ اللواء 157 (التابع للفرقة 52) الاضطلاع بمطاردة القوات البرية بالتقدم على طول الشاطئ وصولا إلى الشيخ حسن الساعة 12:15.
بحلول الساعة 16:00، شوهدت هذه القوات وهي تتقدم على طول الساحل باتجاه مصب وادي الحسي - الخط الدفاعي الأقرب شمال غزة. وبحلول غسق اليوم، عبر اللواء 157 وادي الحسي بالقرب من مصبه على بُعد سبعة ميل (11 كـم) شمال غزة، في حين استولت باقي القوات التابعة للفيلق الحادي والعشرون على غزة.

### 8 نوفمبر
بحلول مساء 8 نوفمبر، تم احتلال جميع المواقع العثمانية من خط غزة إلى بئر السبع، وكان الجيش الثامن في حالة انسحاب كامل. بالتزامن مع الاستيلاء على وسط الخط عند الشريعة، مكن احتلال غزة من التقدم السريع والمباشر نحو الشمال، مما جال دون تعزيز وتحصين موقع الحرس الخلفي في وادي الحسي. ومع ذلك فلم يُهزم الفيلق العثماني الثاني والعشرون في غزة، لكنه أجرى انسحابًا تكتيكيًا ماهرًا من المدينة، مما يدل على قدرته العملياتية والتكتيكية.
في وقت متأخر من بعد ظهر 8 نوفمبر، حلقت ثمانية وعشرون طائرة بريطانية وأسترالية فوق "هوج"، مقر القوة العثمانية، مستهدفة المطارات الألمانية والعثمانية وتقاطعات السكك الحديدية والمخازن والقوات في تشكيلات متقاربة بالقنابل والأسلحة الرشاشة. تعرضت عراق المنشية لهجومين خلال اليوم بإلقاء ما يصل إلى مائتي قنبلة، وأصابت ثمانية وأربعون منها إلى عشر طائرات على الأرض. وفي اليوم التالي تعرضت التينة للقصف الجوي، وتضررت تسع طائرات على الأقل. تم تنفيذ هجمات جوية متواصلة على محطات السكك الحديدية ووسائل النقل والقوات في المسيرة، في حين أسقطت النيران طائرة ألمانية بالقرب من وادي الحسي.